# Japan Open Tennis Championships 2017
Il Japan Open Tennis Championships 2017, noto come Rakuten Japan Open Tennis Championships 2017 per motivi di sponsorizzazione, è stato un torneo di tennis giocato su campi in cemento all'aperto. È stata la 45ª edizione del Japan Open Tennis Championships e faceva parte del circuito ATP Tour 500 nell'ambito dell'ATP World Tour 2017. Gli incontri si sono svolti all'Ariake Coliseum di Tokyo, in Giappone, dal 2 all'8 ottobre 2017.

## Partecipanti ATP

### Teste di serie
| Nazionalità | Giocatore            | Ranking* | Testa di serie |
| ----------- | -------------------- | -------- | -------------- |
| Croazia     | Marin Čilić          | 5        | 1              |
| Austria     | Dominic Thiem        | 7        | 2              |
| Canada      | Milos Raonic         | 11       | 3              |
| Belgio      | David Goffin         | 12       | 4              |
| Sudafrica   | Kevin Anderson       | 15       | 5              |
| Stati Uniti | Sam Querrey          | 16       | 6              |
| Spagna      | Albert Ramos Viñolas | 25       | 7              |
| Argentina   | Diego Schwartzman    | 29       | 8              |

* Ranking al 25 settembre 2017.

### Altri partecipanti
I seguenti giocatori hanno ricevuto una wild card per il tabellone principale:
- Tarō Daniel
- Gō Soeda
- Yasutaka Uchiyama

Il seguente giocatore è entrato in tabellone come special exempt:
- Aleksandr Dolhopolov

I seguenti giocatori sono passati dalle qualificazioni:

- Matthew Ebden
- Franko Škugor
- Yusuke Takahashi
- Stefanos Tsitsipas

### Ritiri
Prima del torneo
- Chung Hyeon →sostituito da  Donald Young
- Gaël Monfils →sostituito da  Jiří Veselý
- Gilles Müller →sostituito da  Daniil Medvedev

## Punti e montepremi

### Distribuzione dei punti
| Torneo    | V   | F   | SF  | QF | 2T | 1T   | Q    | Q2   | Q1   |
| Singolare | 500 | 300 | 180 | 90 | 45 | 0    | 20   | 10   | 0    |
| Doppio    | 500 | 300 | 180 | 90 | 0  | N.D. | N.D. | N.D. | N.D. |

### Montepremi
| Torneo    | V         | F         | SF       | QF       | 2T       | 1T       | Q2      | Q1      |
| Singolare | 336 900 $ | 165 170 $ | 83 110 $ | 42 265 $ | 21 950 $ | 11 575 $ | 2 560 $ | 1 310 $ |
| Doppio    | 101 440$  | 49 660$   | 24 910$  | 12 785$  | 6 610$   | N.D.     | N.D.    | N.D.    |

## Campioni

### Singolare
David Goffin ha sconfitto in finale  Adrian Mannarino con il punteggio di 6–3, 7–5.
- È il quarto titolo in carriera per Goffin, il secondo della stagione.

### Doppio
Ben McLachlan /  Yasutaka Uchiyama hanno sconfitto in finale  Jamie Murray /  Bruno Soares con il punteggio di 6–4, 7–6(1).